# Veronica vandewateri
Veronica vandewateri är en grobladsväxtart som beskrevs av Herbert Fuller Wernham. Veronica vandewateri ingår i släktet veronikor, och familjen grobladsväxter. Inga underarter finns listade i Catalogue of Life.